# Letter to a Pig
Letter to a Pig é um curta-metragem de animação de 2022 dirigido por Tal Kantor. O curta de 17 minutos sobre memória coletiva e identidade estreou como parte do Festival Internacional de Cinema de São Francisco de 2022 e ganhou o Prêmio de Melhor Curta-Metragem no Prêmio da Academia de Cinema de Israel de 2022. O filme foi selecionado no César Awards 2023 e foi apresentado em diversos festivais internacionais de cinema, recebendo prêmios como o Grande Prêmio de Melhor Curta Narrativa de Animação no Festival Internacional de Animação de Ottawa e o Prêmio Zlatko Grgić no Festival Mundial de Filmes de Animação de Zagreb de 2022. Também foi indicado ao Oscar 2024 na categoria de Melhor Curta-metragem de Animação.

## Enredo
No 'Memorial Day', um sobrevivente do Holocausto lê uma carta que escreveu ao porco que salvou sua vida em uma sala de aula cheia de adolescentes.
Enquanto ouve o seu testemunho, uma jovem estudante mergulha em um sonho distorcido onde enfrenta questões de trauma coletivo, memória e identidade.

## Recepção e prêmios
Desde o seu lançamento, o filme foi selecionado em diversos festivais e recebeu diversos prêmios ao redor do mundo:
| Ano  | Festival/Premiação                                      | Prêmio/Categoria                                                              | Resultado | Ref.   |
| ---- | ------------------------------------------------------- | ----------------------------------------------------------------------------- | --------- | ------ |
| 2022 | Festival Mundial de Cinema de Animação de Zagreb        | Prêmio Zlatko Grgić                                                           | Venceu    | [ 7 ]  |
| 2022 | Festival Mundial de Cinema de Animação de Zagreb        | Grande Prêmio: Competição de Curtas-Metragens                                 | Indicado  | [ 7 ]  |
| 2022 | Festival Internacional de Cinema de São Francisco       | Prêmio Golden Gate de Melhor Curta de Animação                                | Indicado  | [ 13 ] |
| 2022 | Festival Internacional de Animação de Ottawa            | Grande Prêmio de Melhor Curta Narrativa                                       | Venceu    | [ 6 ]  |
| 2022 | Festival Internacional de Cinema Infantil de Chicago    | Prêmio Liv Ullman da Paz (Curta-Metragem)                                     | Venceu    | [ 14 ] |
| 2022 | Festival de Cinema de Jerusalém                         | Prêmio Autoridade de Desenvolvimento de Jerusalém de Melhor Filme de Animação | Venceu    | [ 15 ] |
| 2022 | Festival de Cinema de Jerusalém                         | Prêmio para Cinema Israelense                                                 | Indicado  | [ 15 ] |
| 2022 | Prêmio da Academia de Cinema de Israel                  | Melhor Curta-Metragem                                                         | Venceu    | [ 4 ]  |
| 2022 | Festival de Cinema de Animação de Annecy                | Cristal de Melhor Curta                                                       | Indicado  | [ 16 ] |
| 2022 | GLAS Animation                                          | Grande Prêmio                                                                 | Indicado  | [ 17 ] |
| 2023 | Festival Internacional de Curtas-Metragens de Saguenay  | Grande Prêmio: Competição Internacional                                       | Indicado  | [ 18 ] |
| 2023 | Festival Internacional de Cinema e Música de Kustendorf | Prêmio Festival do Ovo de Ouro                                                | Venceu    | [ 19 ] |
| 2023 | Anima - Festival de Cinema de Animação de Bruxelas      | Grande Prêmio de Melhor Curta-Metragem Internacional                          | Venceu    | [ 20 ] |
| 2023 | Festival de Animação é Cinema                           | Melhor Curta-Metragem                                                         | Venceu    | [ 21 ] |
| 2023 | Festival de Curtas-Metragens de Estética                | Melhor Animação                                                               | Venceu    | [ 22 ] |
| 2024 | Oscar                                                   | Melhor Curta-metragem de Animação                                             | Indicado  | [ 8 ]  |